# Miluše Poupětová

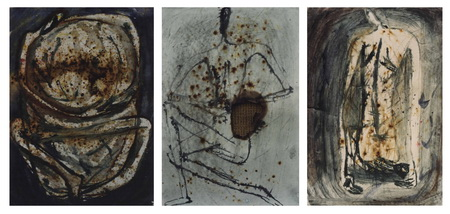
Poraněné skicáky, 1980–1990

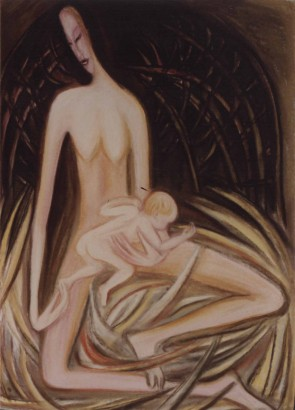
Mezi trny, 1989

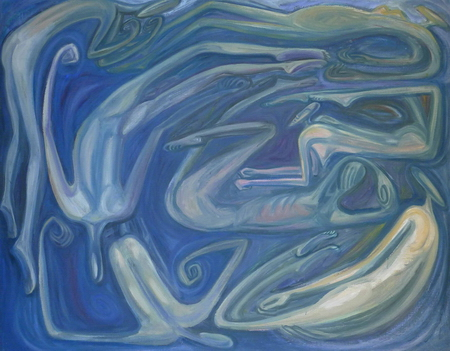
Moře vášní lidských, 1994

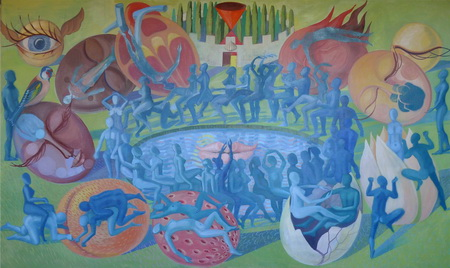
Zahrada pozemských rozkoší, 2011

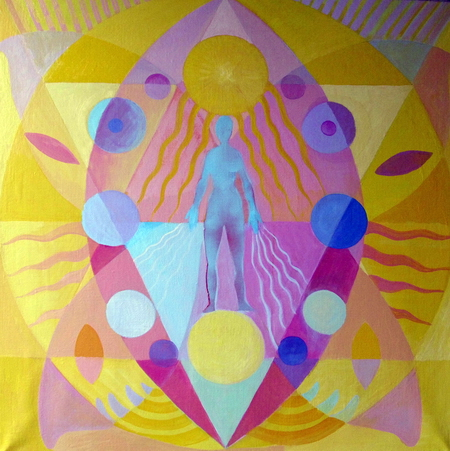
Vesica Piscis, 2012

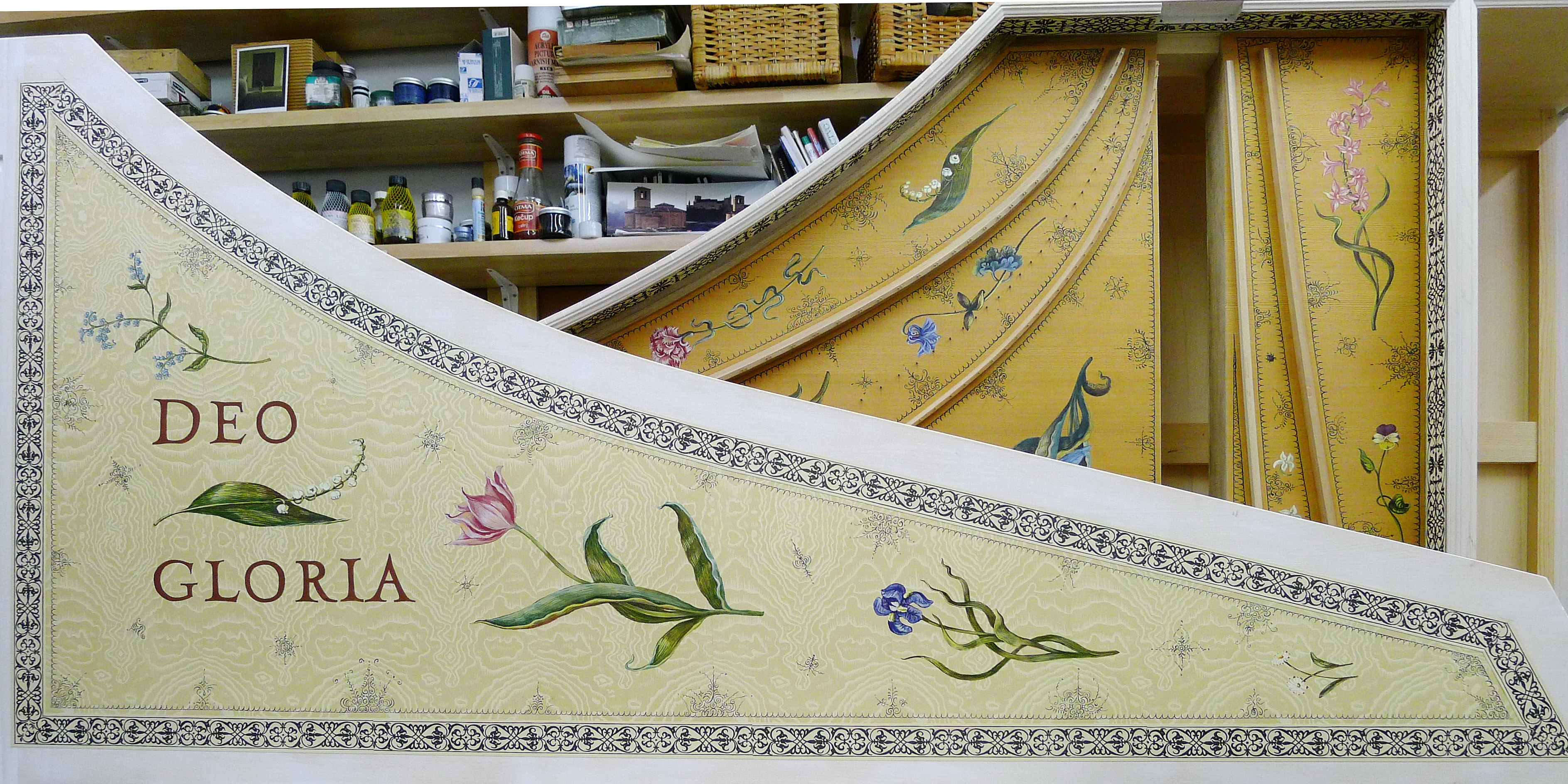
František Vyhnálek: Cembalo vlámského typu, dekorace: Miluše Poupětová

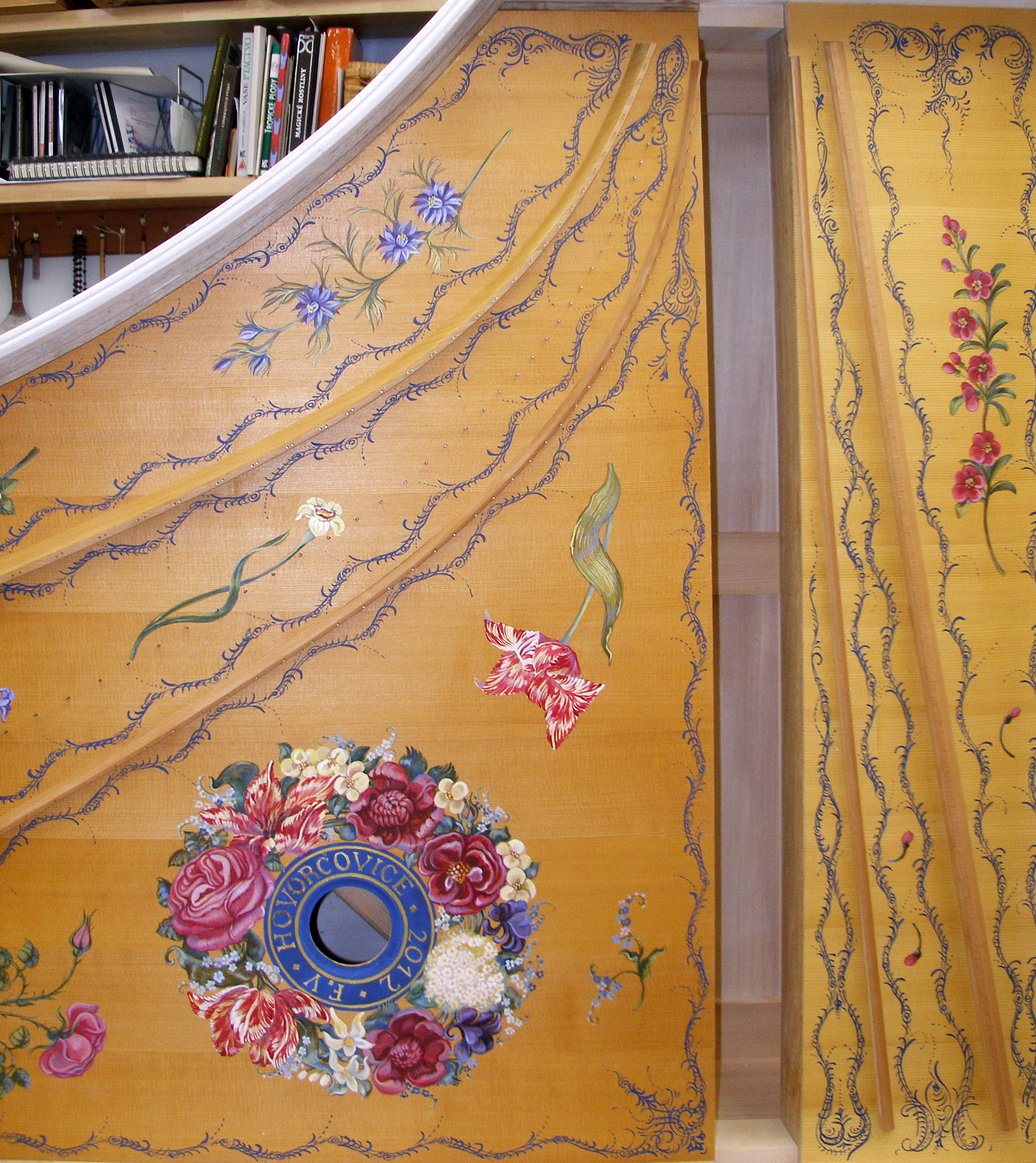
František Vyhnálek: Cembalo francouzského typu, dekorace: Miluše Poupětová

Miluše Poupětová, roz. Kautznerová (* 22. července 1963 Vlašim) je česká malířka. Vede ateliér Užité malby na VOŠUP SUPŠ na Žižkově náměstí v Praze 3, volné tvorbě se věnuje ve svém ateliéru ve Vlašimi. Vychází z výtvarných prostředků expresionismu a monumentální malby, pohybuje se jak na poli abstraktní tak figurální tvorby. Její obrazy sledují individuální cestu k sobě sama, inspiruje se jak tělesným prožitkem vlastní ženskosti, tak orientální, křesťanskou i psychoanalytickou filosofií. Vypjatou temnou expresivitu počátků vystřídala jasnější barevnost, promyšlené kompozice, větší harmonie a nadhled.

## Studium a práce
Absolvovala Střední uměleckoprůmyslovou školu na Žižkovo náměstí 1 v Praze 3, obor Užitá malba. Po jejím dokončení začala studoval na pražské Vysoké Uměleckoprůmyslové škole v ateliéru Užité malby pod vedením profesora Quido Fojtíka. Po škole se věnovala volné tvorbě. Na konci 80. let studovala na Akademii Pietra Vannucci v italské Perugii. Od roku 1991 učí na VOŠUP SUPŠ na Žižkově. V minulosti učila kaligrafii, figurální kreslení, technologii malby a anatomii, dnes vede ateliér Užité malby. Kromě pedagogické činnosti se v oblasti užité malby věnuje dekorativní výzdobě hudebních nástrojů a dekorativní nástěnné malbě.

## Tvorba
V počátcích své umělecké tvorby na přelomu 80. a 90. let se začala věnovat dvěma okruhům, jednak ženskému údělu viděnému prizmatem prožitého mateřství a to jak v obrazech, tak v kresbách, jednak krajině. Cyklus Poraněný skicák, jehož větší část je v soukromé sbírce v USA, kombinuje několik technik, pracuje s inkousty, tušemi, s přírodními pigmenty a barvivy, které podrobuje destruktivním zásahům, škrábání, řezání, broušení a pálení. Barevnost tohoto období je příznačně tmavá, jako potemnělé jsou jejich nálady odrážející strach o dítě. V krajinomalbě se zabývá krajinným zákoutím subjektivně viděným, často se opakuje motiv zrcadlení.
Výstava v roce 1992 U Řečických představila posun od problematiky mateřství k osamělé ženské figuře v existenciálních souvislostech, těžiště se přesunula do obecnější symbolické roviny, pracovala s tématy živlů, meditace a jógy.
Kolem poloviny devadesátých let se vyrovnávala se zážitkem moře, barevnost se projasnila, stala se pestřejší, začala dominovat propletená figura v pohybu, pocit odloučenosti a izolace vystřídala vitalita a energie. V závěru 90. let se soustředila na půlfiguru usebranějšího a kontemplativnějšího ladění.
Postupně se vytrácela konkrétní subjektivita a prosazuje se abstraktnější podoba, do obrazů se začal promítat zážitek spojený s umíráním a smrtí, reflexe tragické situace v životě. To se projevilo v litých asfaltových kresbách a do cyklu bílých obrazů. Abstraktní směr tvorby se prosadil po přelomu století a vyústil do cyklu Hlavy (Nová síň, 2004), kde se střetává konkrétní tvar s barevnou abstrakcí, některé jsou inspirovány přírodní mystikou a rituály ověřující koloběh života a jeho zanikání, ve výsledku se však prosazuje v geometrických konstrukcích touha po obnově řádu. Abstraktní tvorba vyvrcholila cyklem obrazů inspirovaných Biblí, v nichž autorka zachází s barvou a písmem (Carpe Diem, 2009).
Z abstraktních geometrických kompozic se malířka postupně přiklonila znovu k figuraci, ale v nových souvislostech, intenzivní barevnost spojuje s šablonami figur a řeší vztah muže a ženy. Šablonové postavy se chovají očekávatelně, představují univerzální archetypy přítomné v duši každého z nás, které přechováváme z dávnověké historie našeho druhu. Řeší existenciální otázky, význam individuálního osudu uprostřed anonymity těch ostatních. I tentokrát je téma předkládáno jako časové, jako cyklicky se opakující, jako růst, vrchol a odumírání. Příběh, který vyprávějí, je bez konce.
V oblasti užité malby se od roku 1992 věnuje dekorativní výzdobě hudebních nástrojů, především cembal. Od roku 2004 se věnuje dekorativní nástěnné malbě.

### Užitá malba
Autorka se věnuje dekorativní malované výzdobě hudebních nástrojů, jako jsou především cembala a virginaly (předchůdce klavíru). Zdobila například nástroje z dílny Františka Vyhnálka z Hovorčovic, které hrají v Praze, Budapešti, Würzburku, Paříži, Bostonu i Kjótu. Nejčastěji maluje kopie vlámských nástrojů ze 17. století a francouzských z 18. století. Francouzská cembala jsou ve výzdobě bohatší, obsahují bohatou malbu květin v rokokové barevnosti, zpěvné ptactvo, časté je zdobení zlatem, malovanými girlandami a krajinkami. Vlámský styl je o něco úspornější, květinová výzdoba je jednodušší, a střídmější, převažují tulipány a z ptáků zejména papoušci. Zajímavý je několik metrů dlouhý ornament lemující veškeré obvodové lišty a žebra. Linka je tenká asi půl milimetru v indigové akvarelové barvě.
| „                        | Vlámský typ cembal je můj nejoblíbenější, tvořivě pojaté ornamenty, které se nikdy neopakují, ač drží slohovou jednotu, jsou vždy originální a neexistují dva stejné. Jsou psány kaligrafickým způsobem, štětcem nejvyšší kvality - kuním vlasem Kolinsky, velikost 0 až 3/0. Také mám ráda papoušky, kteří se do Holandska dováželi a tamní tulipány. Nástroj je kopie podle rodiny Ruckersů z poloviny 17. století. | “ |
| — Miluše Poupětová, 2013 | |   |

Kromě základních technik jako je linkování, batikování, imitace různých materiálů, úprava povrchu a další postupy používá autorka i speciální vrstvenou techniku mramorování, kterou vymyslela na ozdobení korpusu a nohou nástroje. Jelikož na nástroji obvykle bývá psaný latinský citát, uplatní i to, že umí malovat písmo. Práce na jednom cembalu záleží na bohatosti zdobení, ale zhruba asi takto: nejméně devět dní (od rána do večera) trvá práce na rezonanční desce, tři dny se malují ornamenty, tři dny ptáčci a věnec, tři dny jednotlivé květiny. Někdy se zdobí také víko a prostor za klaviaturou, a když se k tomu přidá ještě mramorování a batika, trvá to dalších 14 dní, nebo i několik měsíců.

## Výstavy

### Samostatné výstavy
- 1990 Zámek Vlašim
- 1992 Praha, Galerie mladých „U Řečických“
- 1994 Praha, Galerie mladých „U Řečických“
- 1996 Praha, Galerie SUPŠ
- 1999 Praha, knihkupectví „U Knihomola“
- 2003 Praha, Internetová kavárna „Globe“
- 2004 Praha, Galerie Nová síň, Voršilská 3
- 2009 Praha, Carpe Diem
- 2012 Praha, 366 dní, Galerie ABF, Václavské náměstí 31
- 2013 Praha, 25/50, Velká galerie Chodovské tvrze, Ledvinova 9

### Společné výstavy
- 1990 „CZECH INTROSPECTIVE“, Linhartova nadace, města Západní Kalifornie
- 1991 Praha 4, Modrý Pavilon
- 1992 XIV. Concorso di Pittura ad Acquerello, nadace „SINAIDE GHI“, Řím
- 1994 zámek Jemniště, společně se studenty
- 1994 „TOLERANCE - INTOLERANCE“, Altkirch, Francie
- 1995 zámek Jemniště, společně se studenty
- 2011 Jičín, zámek, jízdárna „Pedagogové SUPŠ“
- 2011 Leeds, Spojené království, University of Leeds, Corridor Gallery

## Galerie

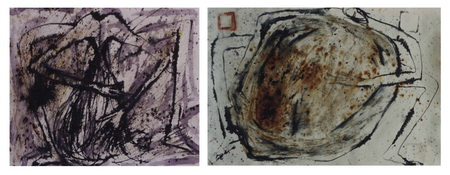
Poraněný sicák, 1980-1999
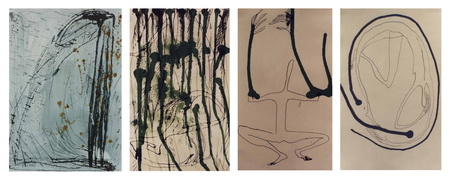
Poraněný sicák, 1980-1999
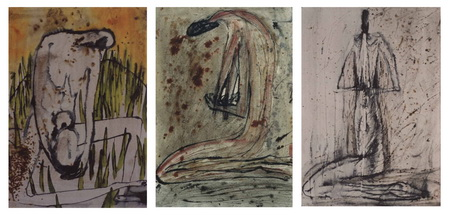
Poraněný sicák, 1980-1999
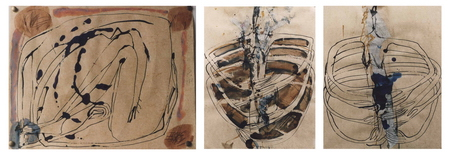
Poraněný sicák, 1980-1999
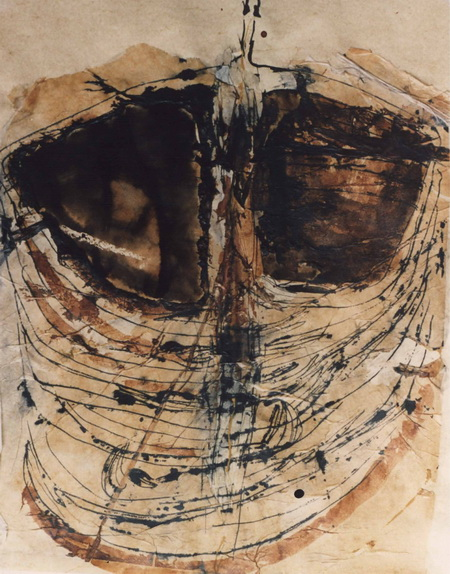
Poraněný sicák, 1980-1999
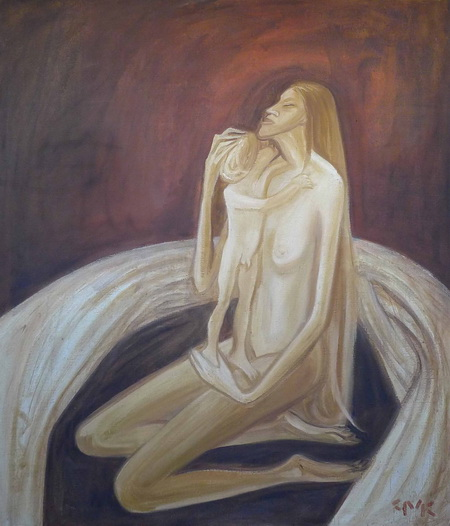
Nejsladší políbení, 1989
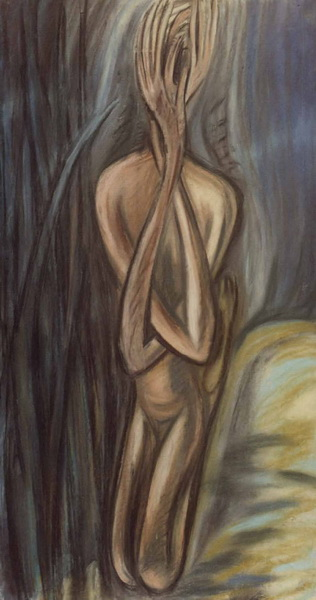
Skrývání, 1989
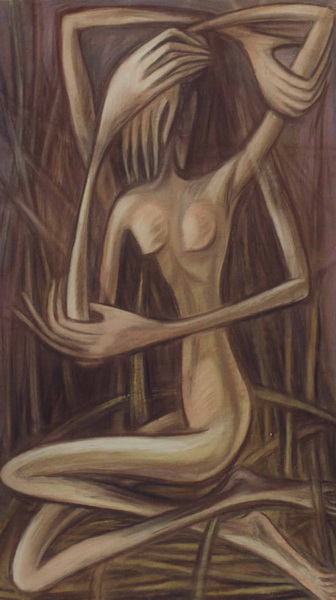
Mezi trny, 1989
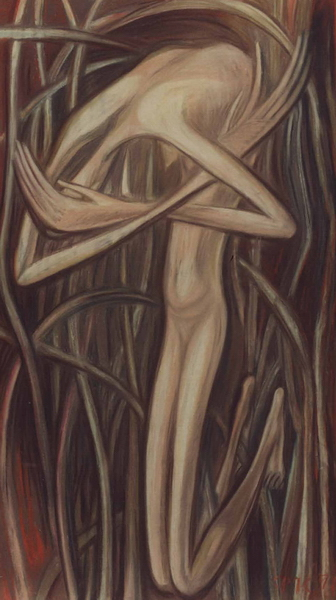
V sobě, 1990
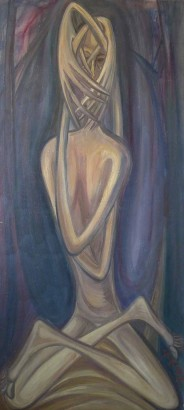
V sobě, 1990
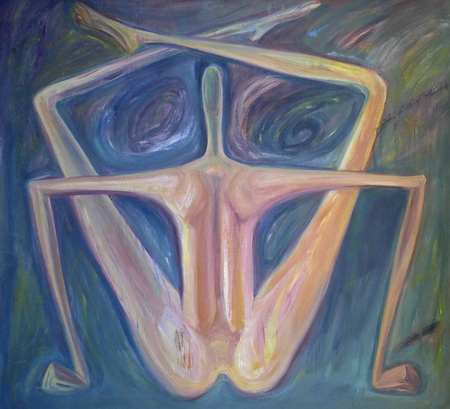
Moře, 1994
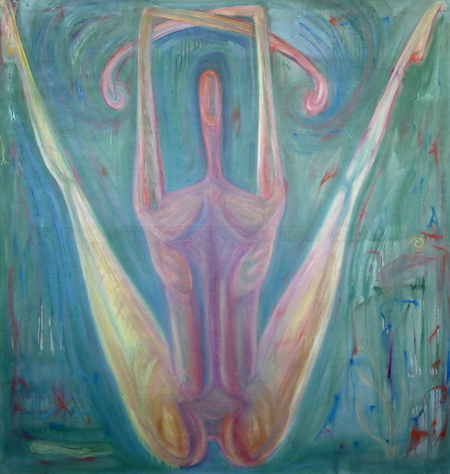
Moře, 1994
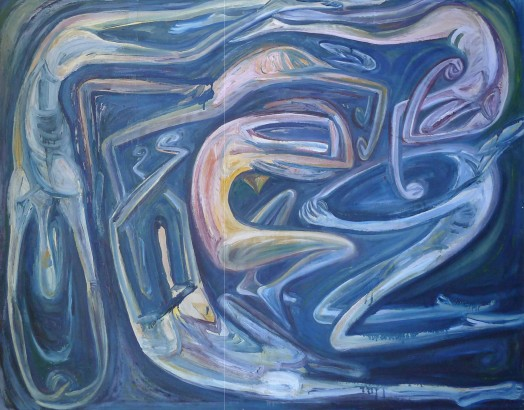
Moře vášní lidských, 1994
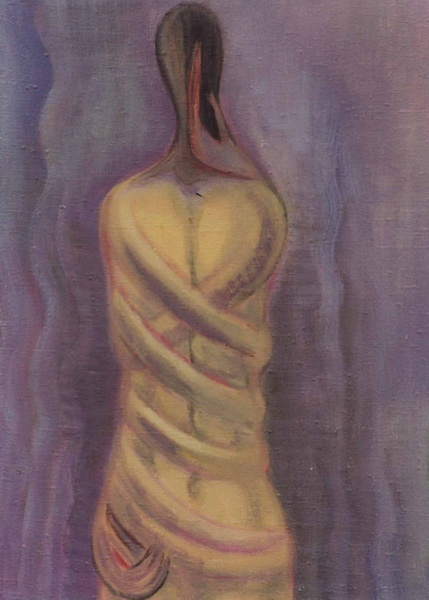
Smutek mne ovíjí tak jako bylina hořká, půlfigura, 1999
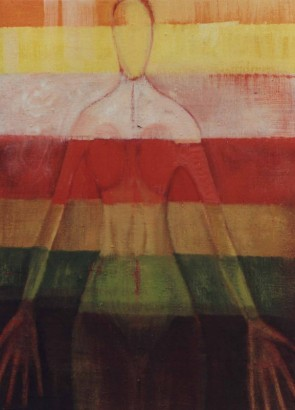
7 dní tvoření mého, půlfigura, 1999
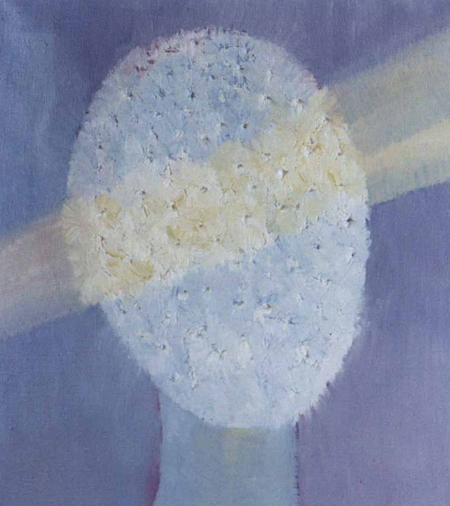
Hlava, 2001-2004
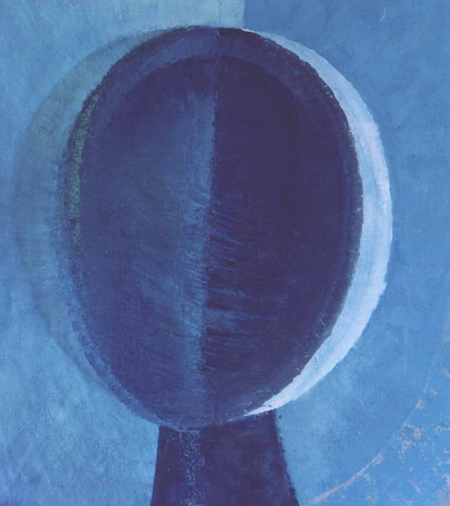
Hlava, 2001-2004
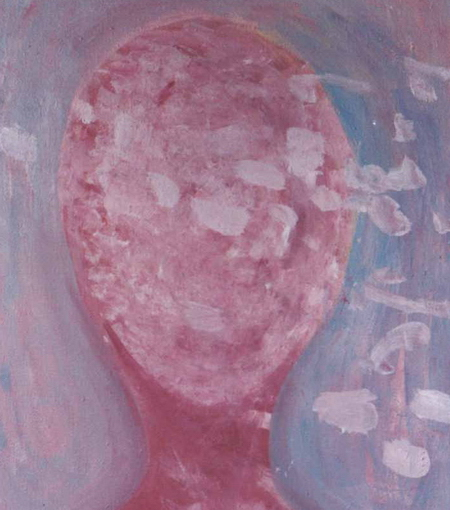
Hlava, 2001-2004
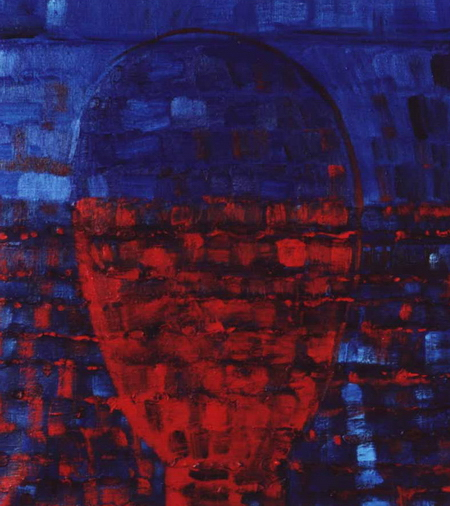
Hlava, 2001-2004
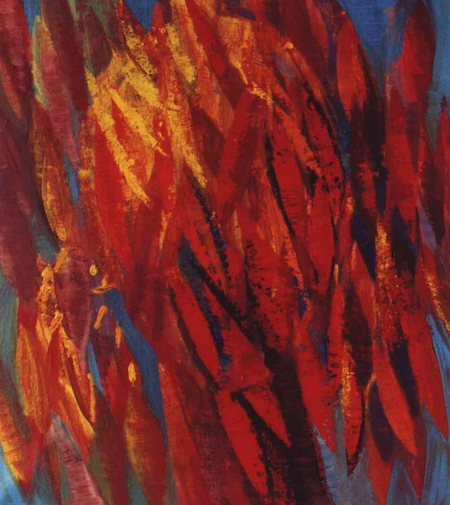
Hlava, 2001-2004
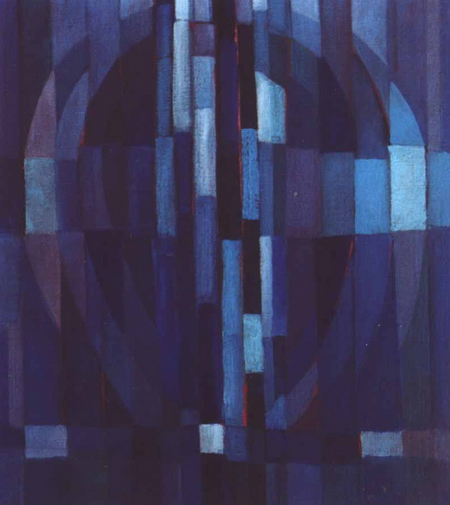
Hlava, 2001-2004
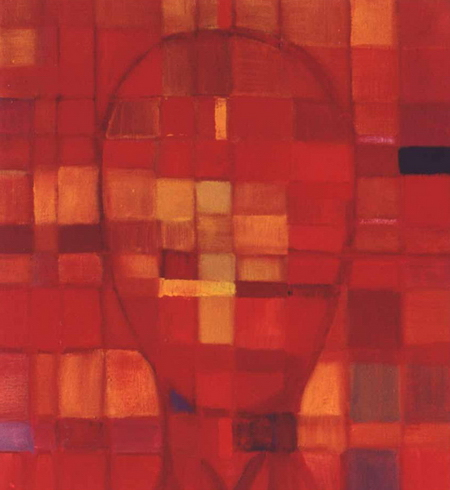
Hlava, 2001-2004
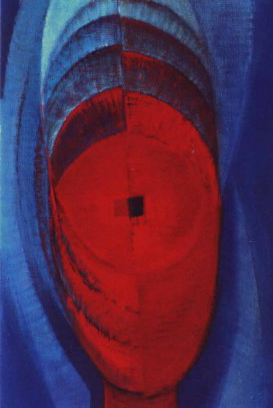
Hlava, 2001-2004
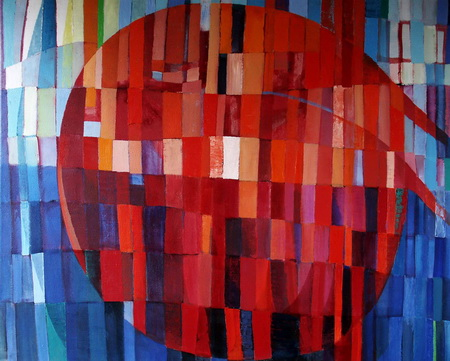
Bod, ve kterém je obsažen všechen čas / Ráj, 2008
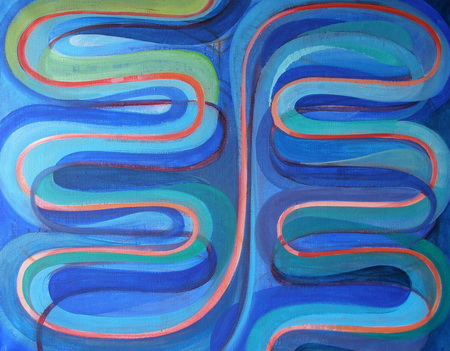
Křivka dějin, 2008
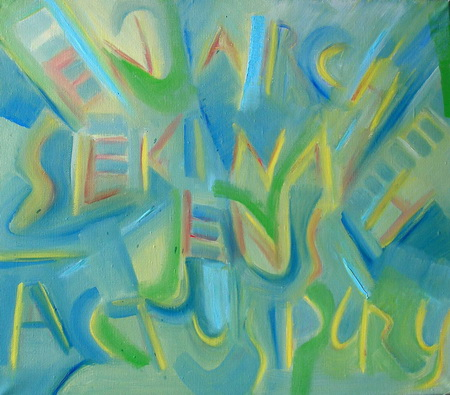
Šekinah, 2008
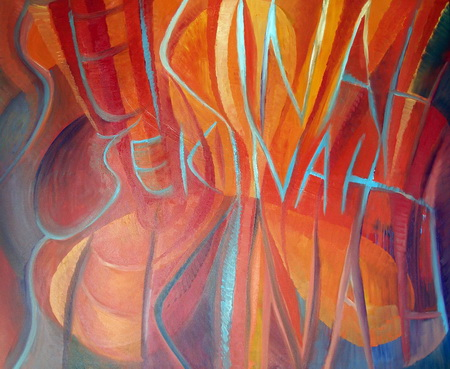
Šekinah, 2008
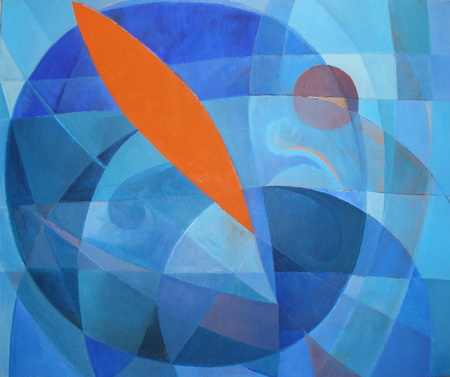
Slovo jako meč, 2008
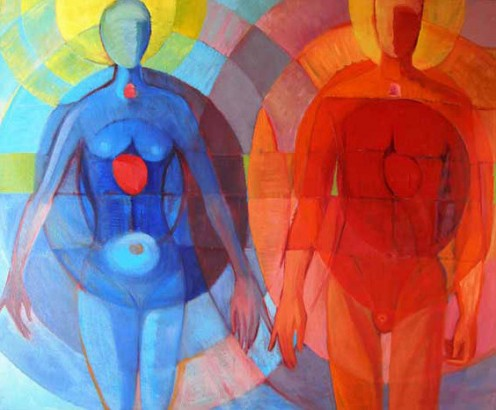
Adam a Eva, 2008
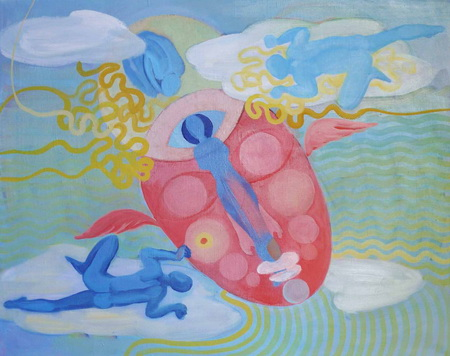
S křidélky, 2011
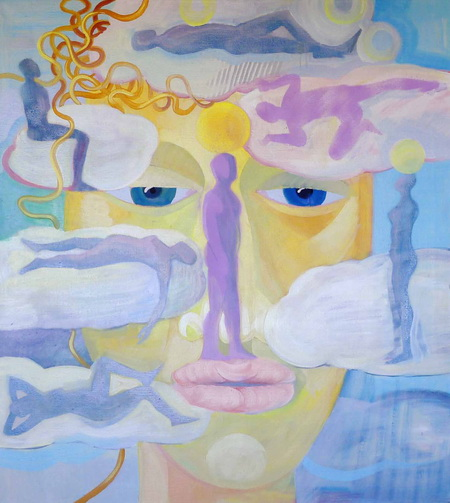
Na sedmém obláčku v sedmém nebi, 2011
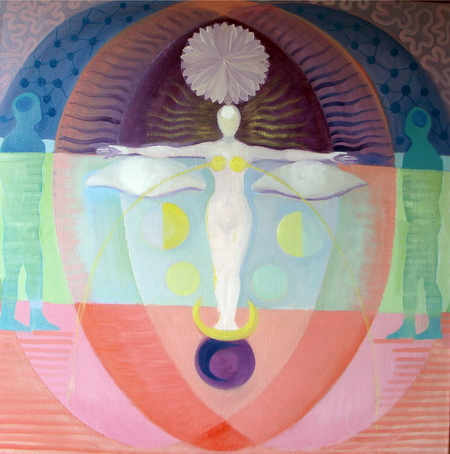
Souměrná, 2011
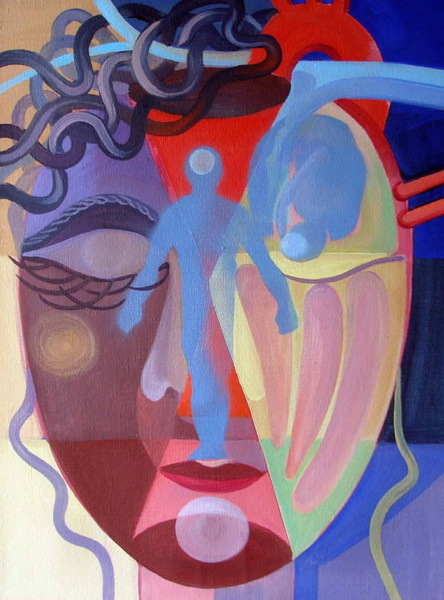
Tři v jedné, 2011
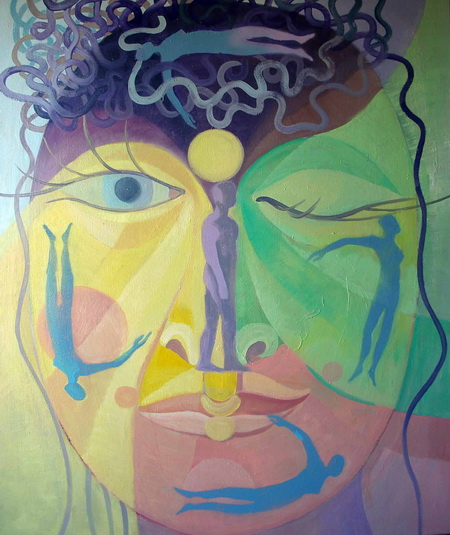
V kole, 2011
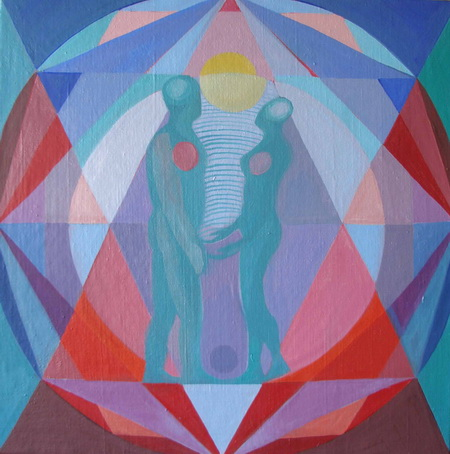
V množině možností, 2011
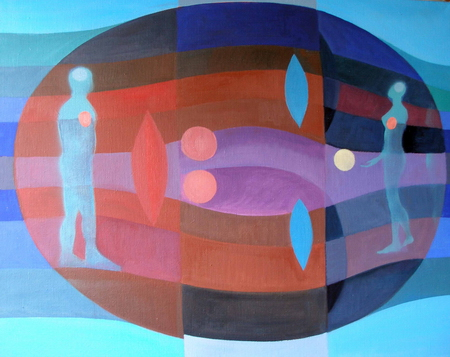
Věčná (šuan), 2011
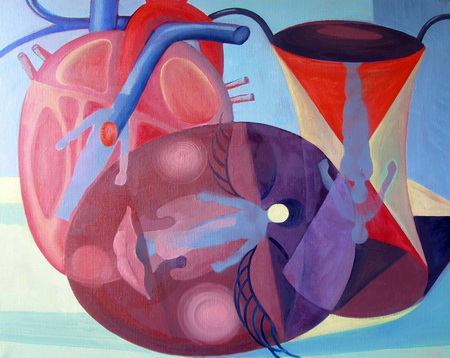
Zátiší, 2011
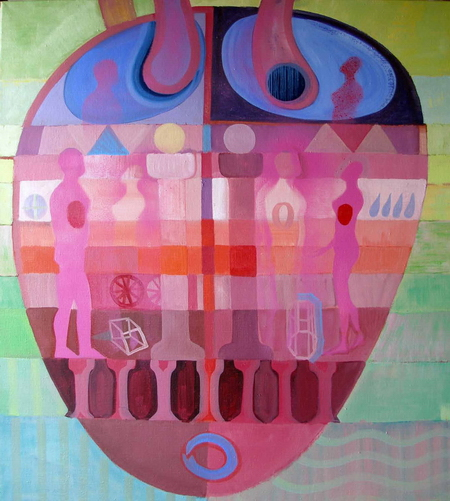
Srdce, 2011
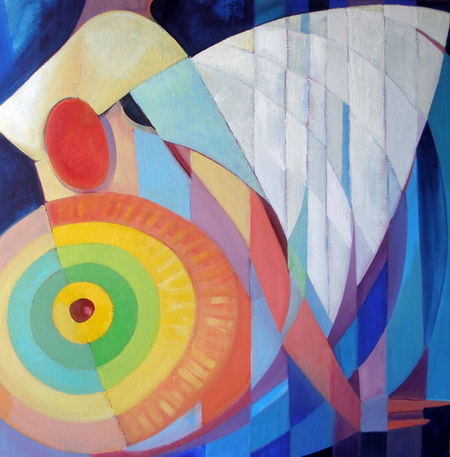
Vyplutí / Ty jež řídíš loď mou, veď plachty mé, 2011
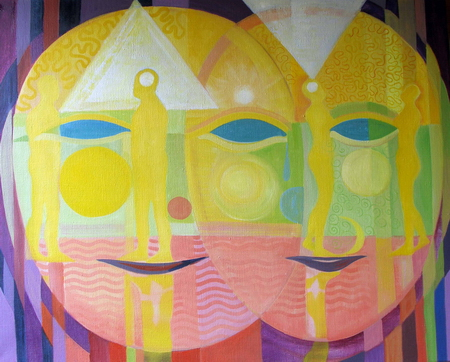
Dvojice, 2011
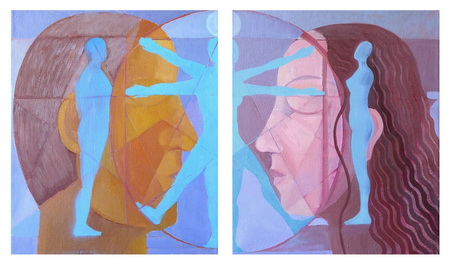
Geneze celistvosti, 2011
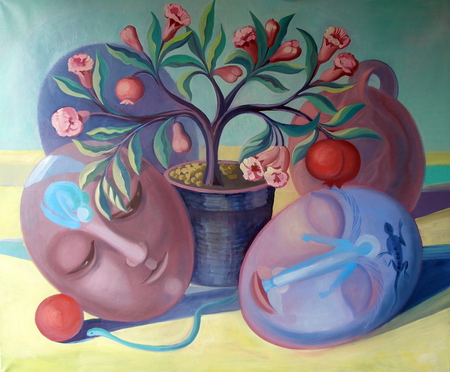
Adam a Eva, 2012
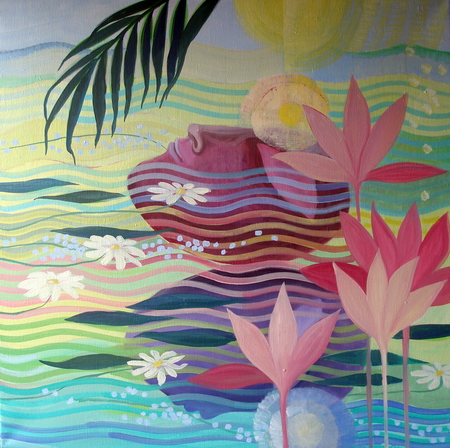
Ofelie, 2012
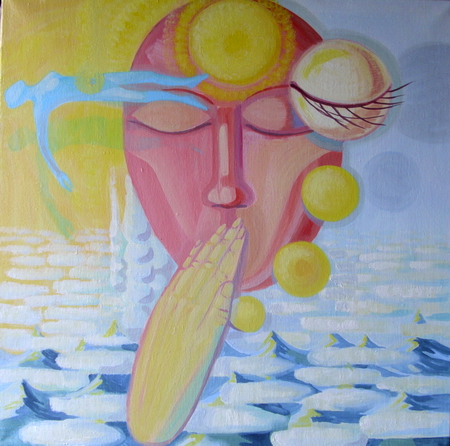
Silencio, 2012